# Zack Wright
Zackary "Zack" Wright (Austin, Texas, 5 de febrero de 1985) es un exbaloncestista estadounidense con nacionalidad bosnia que mide 188 cm, cuya posición en la cancha era la de alero.

## Trayectoria
El jugador llegó en 2007 a las filas del SG Braunschweig, después de jugar en varios países, en 2011 Wright comenzó la temporada en la liga griega, en el AGOR con un promedio de 13.5 puntos, 5.4 rebotes y 4.1 asistencias para después completar el año en las filas de la Cibona. Sus 8.7 puntos, 4.0 rebotes y 3.5 asistencias ayudaron para ganar la liga croata. 
Tras adquirir la nacionalidad bosnia firmó con el equipo de St. Petersburg por dos temporadas. Más tarde, ganaría la liga griega con el Panathinaikos.
En 2015, tras jugar en Alemania, Turquía y Rumanía firma con el Union Olimpija, donde realiza una gran campaña la liga eslovena y en Eurocup.

## Selección nacional
Es internacional con la selección de baloncesto de Bosnia-Herzegovina, con la que disputó el Eurobasket 2013 y fue preseleccionado para el Eurobasket 2015.